# Hela Ouardi
Ne doit pas être confondu avec Alaa Wardi.
Hela Ouardi, née en 1973, est une universitaire tunisienne, professeure à l'université de Tunis - El Manar et autrice spécialiste de l'islam et de littérature française. C'est une spécialiste des premiers temps de l'Islam qu'elle a étudié à travers les sources à la fois chiite et sunnite.
Elle décrit notamment à partir de ces sources les derniers jours de Mahomet puis s'intéresse à l'époque des premiers califes, les Califes bien guidés selon la tradition sunnite qui les idéalise, qu'elle requalifie en Califes maudits, les luttes de pouvoir entre eux, les rivalités qui les animent et la violence de cette époque. Ces ouvrages ont quelquefois été interdits dans certains pays musulmans.

## Éléments biographiques
Hela Ouardi effectue des études supérieures en littérature à l'université de Tunis et obtient une thèse de doctorat en 2001 en littérature française à l'université Sorbonne-Nouvelle, sur le thème : La littérature au miroir dans l'œuvre romanesque de Raymond Queneau.
Elle devient professeure de littérature et de civilisation françaises à l'université de Tunis - El Manar, mais aussi, ultérieurement, chercheuse associée au Laboratoire d'études sur les monothéismes au Centre national de la recherche scientifique,.
Ses premières publications, dans les années 2000, sont consacrées à la littérature française. Après la révolution tunisienne de 2011, elle prend une année sabbatique et se plonge dans l'histoire de l'islam. Son ouvrage Les Derniers jours de Muhammad, publié en 2016 par les éditions Albin Michel, est remarqué : il relate ses recherches sur la mort mystérieuse du prophète, et tente de reconstituer ses derniers jours,,. Deux ans après sa sortie, Les Derniers jours de Muhammad est édité par les éditions Koukou en Algérie, premier pays arabe à le publier. Une traduction en langue arabe est en cours.
En 2019, poursuivant ses travaux sur le début de l'Islam, elle entreprend l'écriture d'un cycle de cinq récits historiques : Les Califes maudits, relatant l'histoire des règnes des quatre premiers califes. Le premier tome, La déchirure, paru au printemps 2019 chez Albin Michel est consacré à la façon dont l'entourage du prophète a géré sa succession. Le deuxième volume, À l'ombre des sabres, paru en octobre 2019, a pour thème le califat d'Abou Bakr. Selon Gilles Kepel, « le grand mérite de Hela Ouardi est de confronter les sources chiites et les sources sunnites ».

## Censure
En 2016, les autorités du Sénégal interdisent à la vente l'ouvrage de Héla Ouardi, Les Derniers jours de Muhammad,. En janvier 2025, il est aussi interdit à la vente par les autorités de Béjaïa en Algérie, où les censeurs considèrent qu'il est « non conforme aux enseignements de notre religion, car comportant des idées toxiques au sujet de la vie de notre honorable Prophète ».

## Publications
- La littérature au miroir dans l'œuvre romanesque de Raymond Queneau, Villeneuve-d'Ascq, Presses universitaires du Septentrion, coll. « Thèses à la carte », 2003, 584 p. (ISBN 2-284-03555-8).
- Connaissez-vous Queneau ?, Dijon, Éditions de l'université de Dijon, 2007, 233 p. (ISBN 978-2-915552-77-5).
- L'androgyne en littérature, Tunis, Simpact, 2009, 282 p. (ISBN 978-2-915611-38-0).
- Les Derniers jours de Muhammad, Paris, Albin Michel, coll. « Spiritualités vivantes », 2016, 368 p. (ISBN 978-2-226-40060-4).
- Les Califes maudits : la déchirure, Paris, Albin Michel, coll. « Spiritualités vivantes », 2019, 250 p. (ISBN 978-2-226-44106-5)[10].
- Les Califes maudits : à l'ombre des sabres, Paris, Albin Michel, coll. « Spiritualités vivantes », 2019, 272 p. (ISBN 978-2-226-44720-3, lire en ligne).
- Les Califes maudits : meurtre à la mosquée, Paris, Albin Michel, coll. « Spiritualités vivantes », 2021, 368 p. (ISBN 978-2-226-46083-7).